# Palazzina Reale delle Cascine
La Palazzina Reale delle Cascine si trova a Firenze nel piazzale delle Cascine.

## Storia
Il Granduca Pietro Leopoldo di Lorena, dopo aver voluto la trasformazione delle Cascine medicee in parco pubblico verso il 1765, desiderò dare un segno della propria presenza facendo realizzare una nuova "Fattoria Granducale", al centro della quale fece progettare un Casino residenziale all'architetto Gaspare Maria Paoletti, al quale subentrò quasi subito l'allora giovane allievo Giuseppe Manetti (1785).

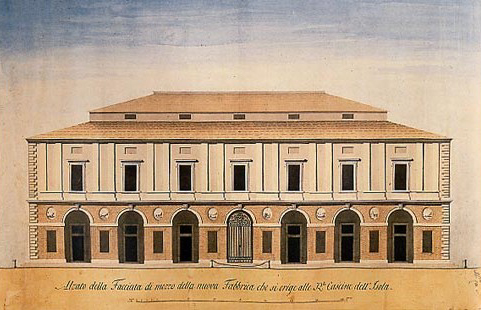
Giuseppe Manetti, progetto definitivo per la Palazzina Reale delle Cascine, 1787 (rispetto all'edificio attuale le finestre hanno timpani al posto degli architravi)

Posta al centro ideale del parco, la "Palazzina" sorse al posto di tre edifici residenziali con annessi agricoli e fu progettata in modo da rappresentare la cultura estetica allora più avanzata.
I lavori iniziarono nel 1787 e il progetto si ispirò inizialmente alle ville palladiane per poi impostarsi su soluzioni più tipicamente neoclassiche, con una duplice funzione di residenza "Reale" (il Granducato di Toscana godeva di "Trattamento Regio" dai tempi del granduca Cosimo III de' Medici) di centro dell'azienda agricola modello, dall'organizzazione razionalmente moderna.
Nel 1791 l'edificio venne terminato, ma Pietro Leopoldo non fece in tempo a vederlo perché nel frattempo era salito sul trono imperiale di Vienna, dopo la morte di suo fratello Giuseppe, così l'inaugurazione fu ufficializzata sotto Ferdinando III di Lorena.
Anche la rete viaria attorno alla palazzina venne risistemata su iniziativa dell'architetto Giuseppe Cacialli, regolarizzando il precedente sistema di viottoli e aree verdi.
Nell'Ottocento fu ospitata nella palazzina la Direzione della tenuta delle Cascine e dei Pubblici Passeggi, ed una parte venne affitta all'italo-inglese Giacomo Thompson che a proprie spese fece costruire nel cortile dietro all'edificio una moderna copertura in ferro e vetro, per ospitarvi il salone principale del Caffè Ristorante Doney da lui fondato. A questi usi si aggiunsero nel tempo, nella palazzina e presso gli edifici satellite, anche uffici per la gestione del parco, la Scuola Agraria Femminile (1906), il Comitato per l'Istruzione Agricola Coloniale (1908) e le scuole dell'Istituto Forestale (1912): queste ultime, trasferite da Vallombrosa, diventarono il nucleo dell'Istituto Superiore Forestale, che nel 1936 fu trasformato in Facoltà di Scienze Agrarie e Forestali dell'Università di Firenze che ancora ha sede nella Palazzina.

## Descrizione

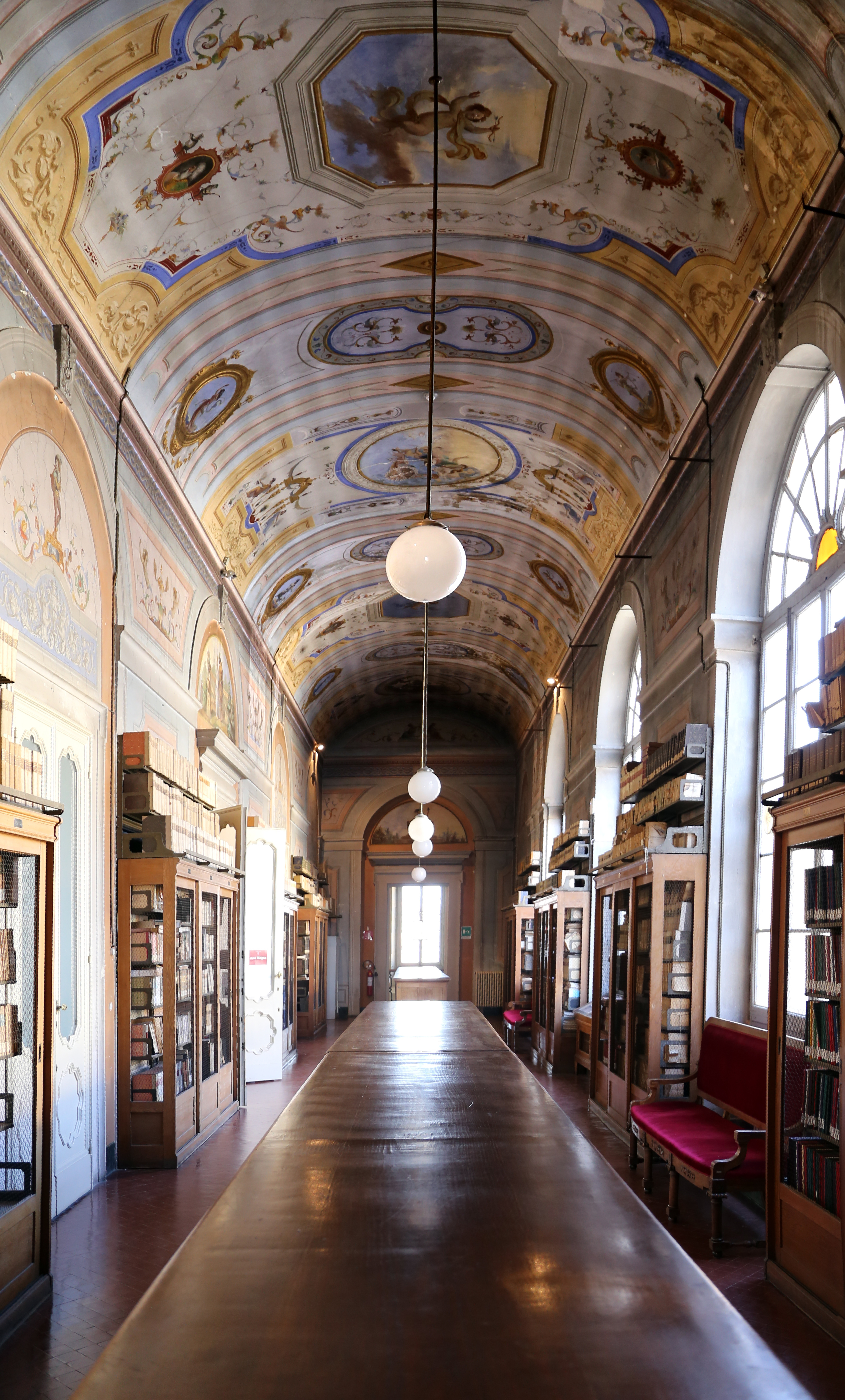
La galleria al primo piano

La facciata dell'edificio domina il piazzale delle Cascine, scenograficamente impostato su un grande spazio collegato al piazzale Kennedy (sull'Arno) da un sistema quadrangolare di aiuole con al centro la grande vasca di una fontana. la sistemazione a piazzale con la veduta sull'Arno è però relativamente recente: in antico vi erano alcuni casali sul cui lato antistante la villa era stata creata una "loggia reale" per assistevi a gare ippiche, cerimonie ed eventi.
L'edificio si sviluppa su due piani principali. Al pian terreno un portico con mattoni a vista filtra il passaggio da esterno a interno. I massicci pilastri sono alleggeriti da aperture rettangolari e da medaglioni nei quali sono scolpite a bassorilievo alcune attività legate all'allevamento dei bovini (su disegno di Giuseppe Manetti).
Al piano superiore, in corrispondenza di ciascuna delle sette arcate del portico, si aprono sette finestre timpanate, inquadrate da lesene binate. Alcune sale del primo piano presentano affreschi con soggetti mitologici, come la Sala Pompeiana (affrescata da Giuseppe Sorbolini nel 1789), la Sala delle Feste (decorata da Luigi Mulinelli), la Sala di Flora, la Sala di Bacco e la Galleria (decorate da Giuseppe Castagnoli per le scene e da Gaetano Gucci per gli ornati). Nella Galleria, oggi Aula magna, si trovano delle statue in gesso brunito a imitazione del bronzo, raffiguranti dei Baccanti e opera di Luigi Acquisti.
I due fabbricati laterali erano originariamente adibiti a stalle (ai piani inferiori) e fienili (a quelli superiori). Sul retro si trovavano invece le originarie abitazioni dei contadini.

## Altre immagini

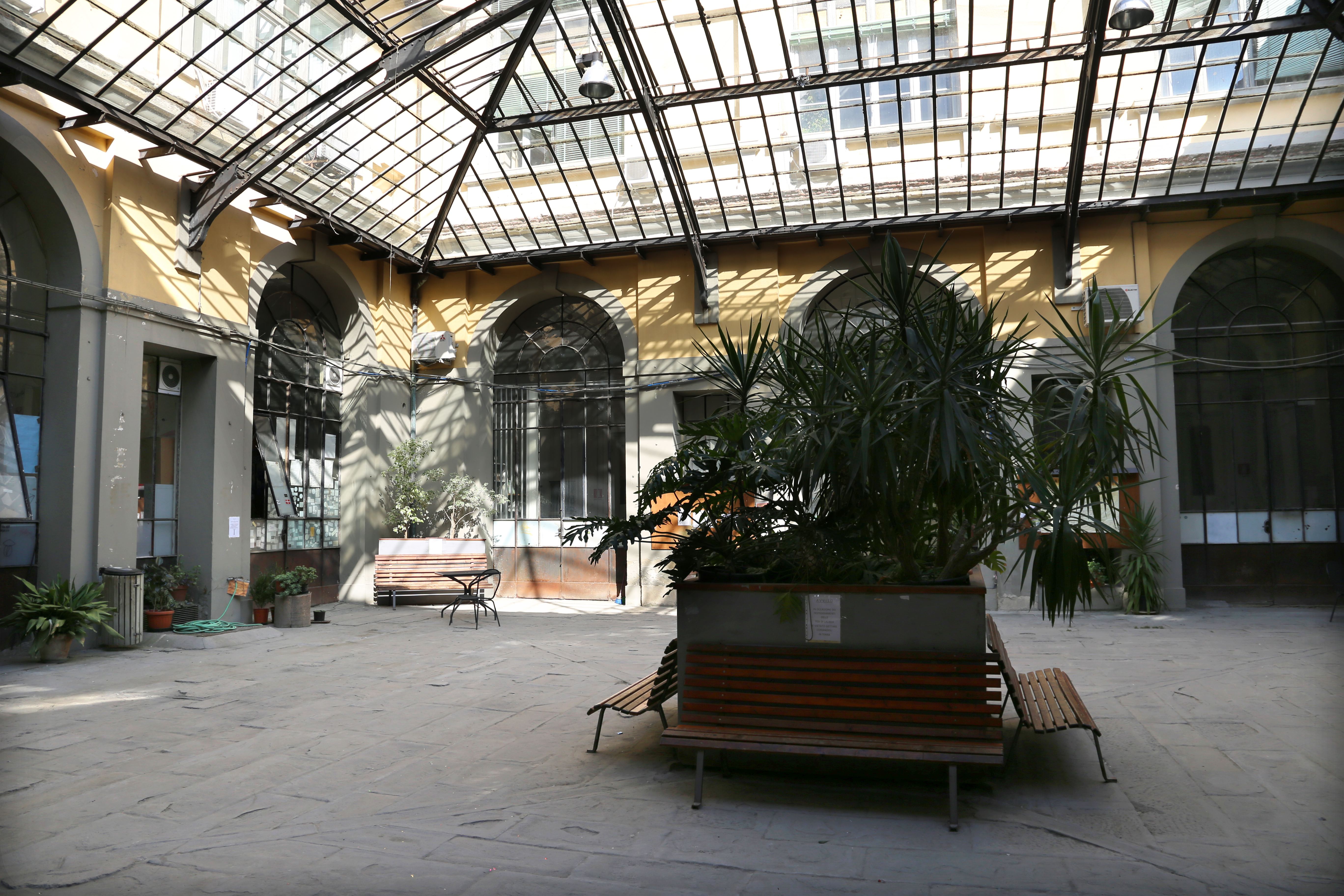
Il cortile
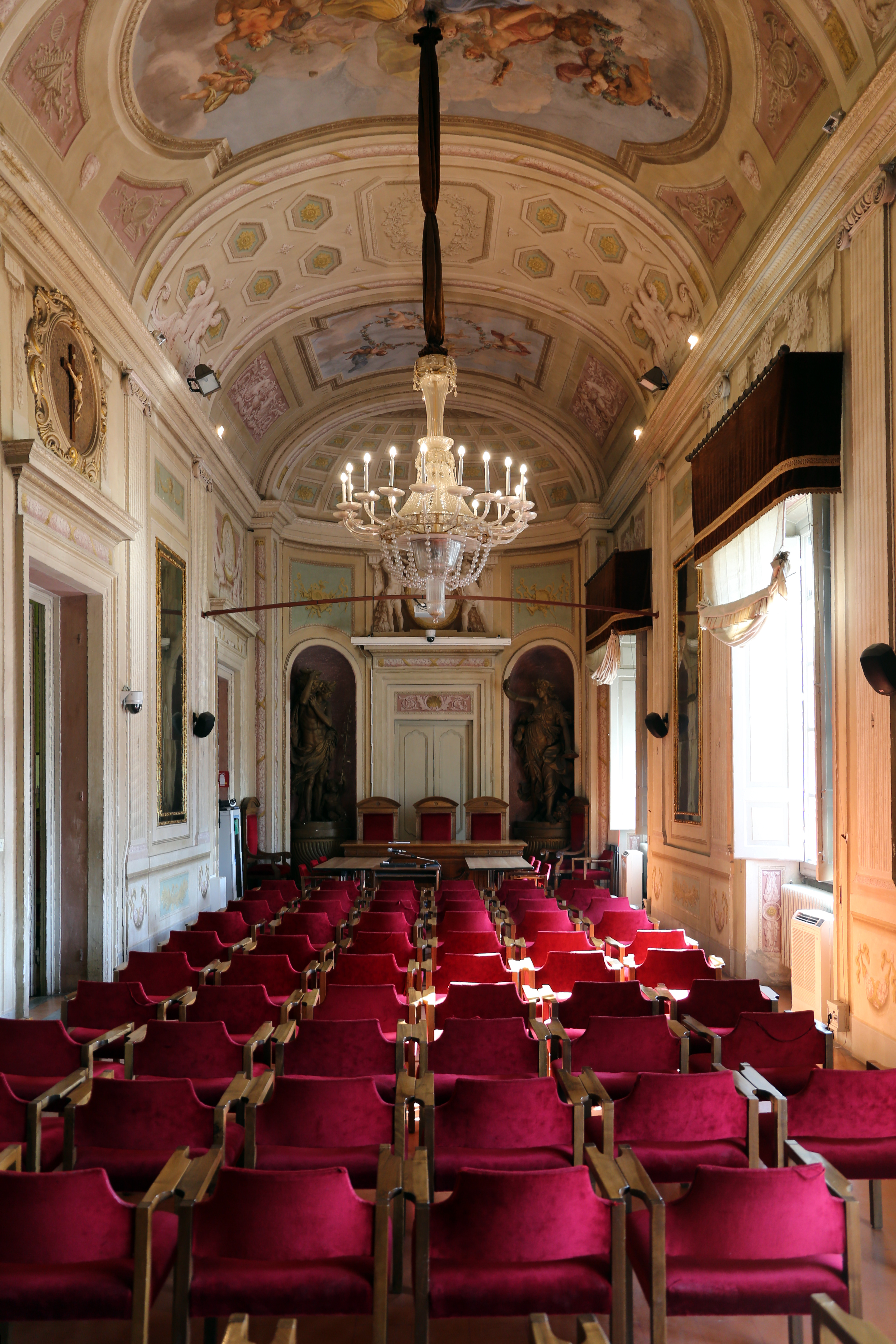
L'Aula Magna, già Galleria
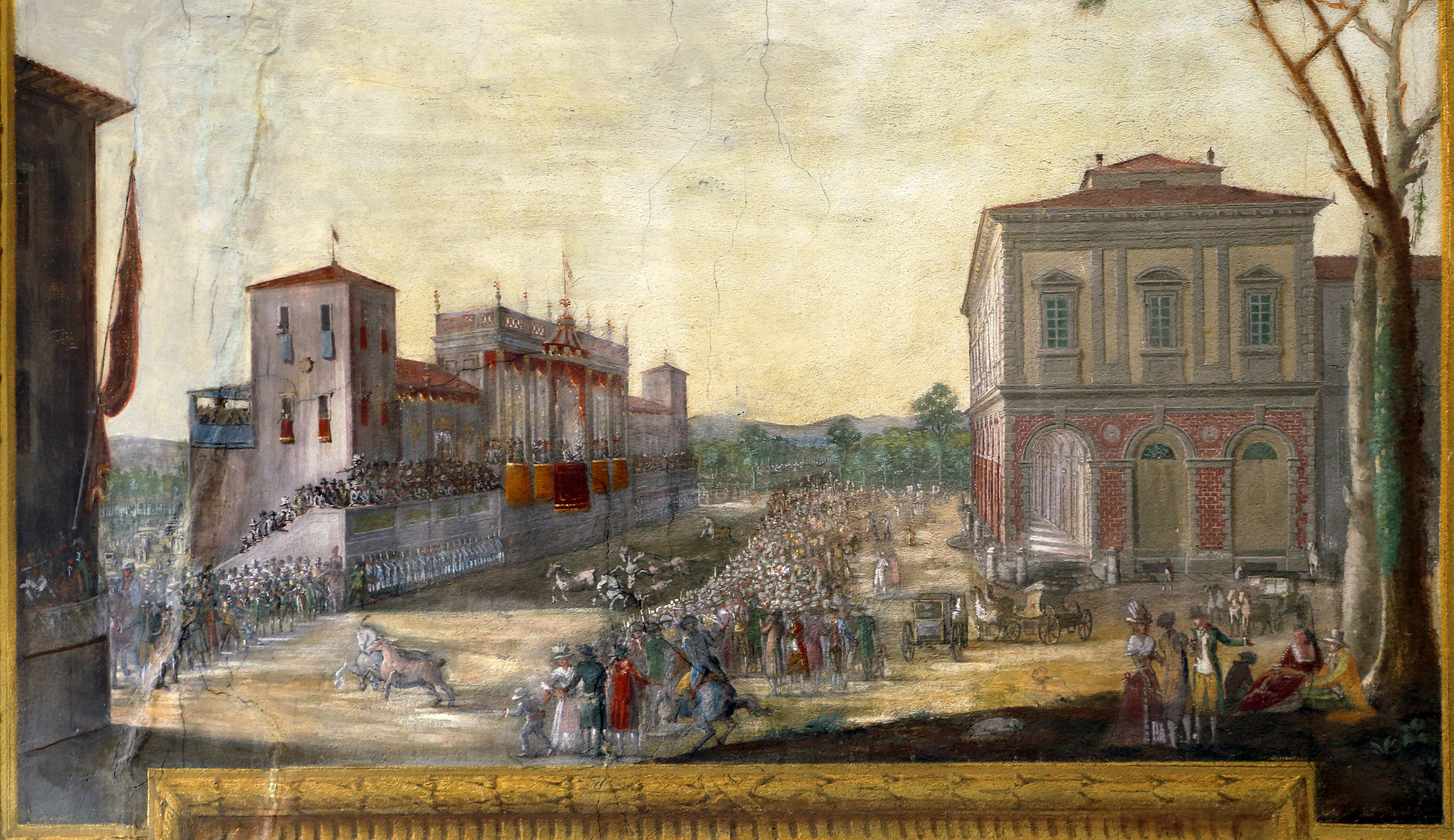
Veduta della palazzina e di un antistante palco provvisorio in un affresco del Salone delle Feste
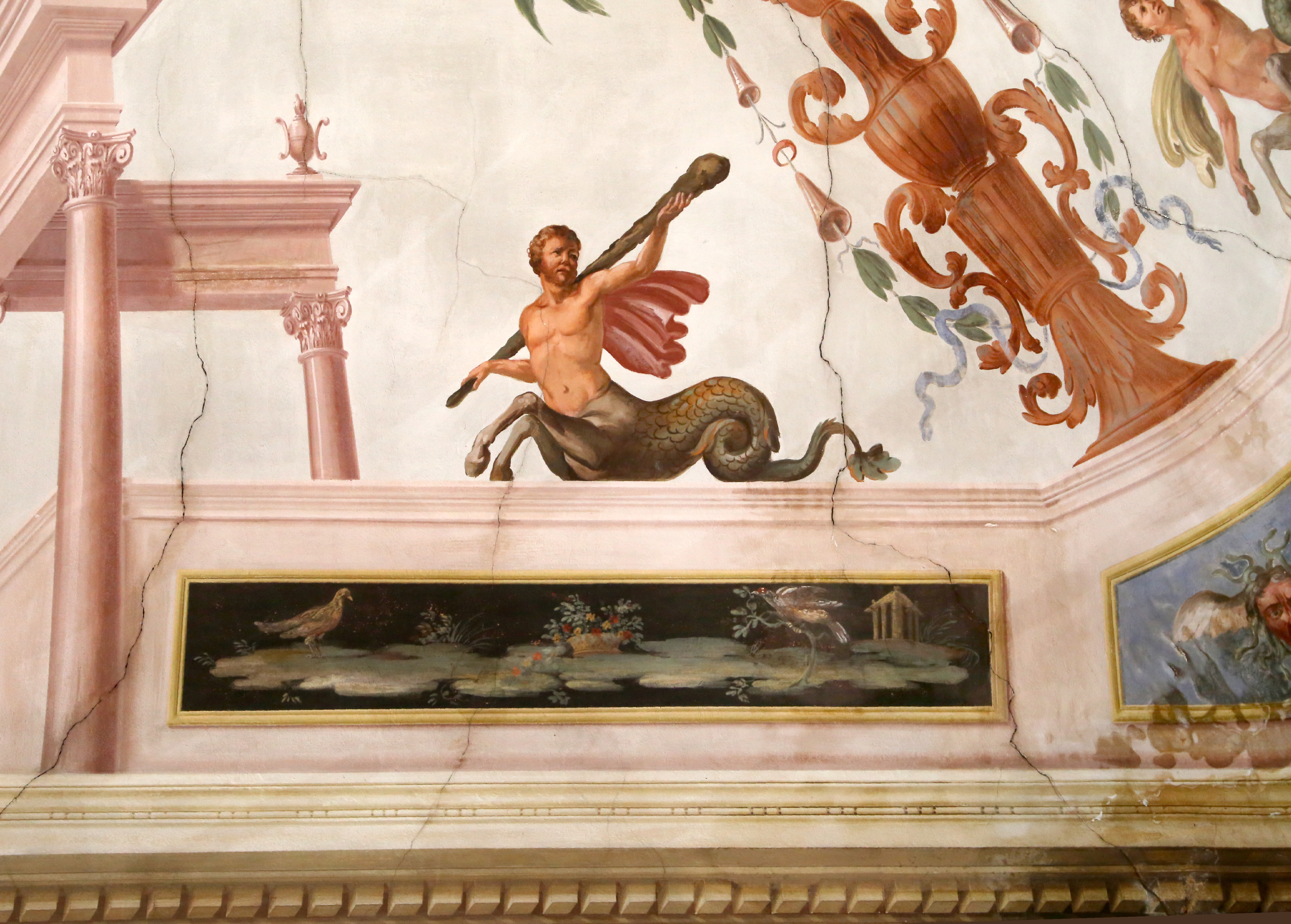
Decoro della sala Pompeiana, di Giuseppe Sorbolini